# Star Wars: Jedi Arena
Pour le jeu éponyme édité sur téléphone mobile en 2005, voir la section abordant les jeux mobiles sur la page Jeux vidéo Star Wars.
Star Wars: Jedi Arena est un jeu vidéo d'action développé et édité par Parker Brothers, sorti en 1983 sur Atari 2600. Il s'agit du premier jeu de l'univers Star Wars à mettre en scène les iconiques sabres laser de la saga. Il est inspiré d'une scène du premier film de la série à être sorti au cinéma, Star Wars, épisode IV : Un nouvel espoir, dans laquelle Luke Skywalker apprend à manier son arme face à une sphère d'entrainement.
Le jeu vidéo met en scène deux adversaires, chacun de leur côté de l'écran, devant se défendre des tirs laser d'une sphère d'entrainement. Le premier personnage qui est touché trois fois a perdu.
Il est sorti après le jeu Star Wars: The Empire Strikes Back (1982), déjà développé par Parker Brothers et qui avait eu des ventes suffisantes. Jedi Arena a été programmé en intégralité par Rex Bradford. L'accueil critique du jeu a été mitigé lors de sa sortie, les effets sonores ayant été loués mais l'abstraction du combat ayant été critiquée négativement. Plusieurs critiques récentes qualifient Jedi Arena de plus mauvais jeu Star Wars de l'histoire.

## Système de jeu
Dans ce jeu en vue de dessus, deux chevaliers Jedi se font face. L'un, contrôlé par le joueur, a un sabre laser bleu, l'autre, contrôlé par un autre joueur ou la machine, a un sabre rouge. En déplaçant le sabre avec la manette de jeu, le joueur doit se défendre des tirs d'une sphère d'entrainement.
Le joueur peut déclencher les tirs de la sphère d'entrainement pour attaquer son adversaire. Le but du jeu est de battre l'adversaire en créant une brèche dans son bouclier d'énergie et en le touchant en visant la direction pointée par son sabre laser. La partie se termine quand l'un des deux joueurs est touché directement trois fois. Le gagnant reçoit alors le rang de maître Jedi.
Le jeu a quatre niveaux de difficulté qui modifient la vitesse de la sphère. Au niveau le plus élevé, la sphère est invisible. 
Cette dernière a aussi des phases pendant laquelle elle tire au hasard et à forte fréquence.

## Développement
En 1982, Parker Brothers développe et sort le premier jeu vidéo tiré de l'univers Star Wars : The Empire Strikes Back adapté du film du même nom. Sans être un énorme succès, les ventes sont suffisantes pour encourager l'entreprise à développer plus de titres adaptés de la licence.
Le 11 décembre 1982, le magazine Billboard annonce que Parker Brothers travaille sur un deuxième jeu. Titré Star Wars: Jedi Arena, il doit sortir le mois suivant. Pendant la production, Parker Brothers s'oriente vers une approche abstraite du combat qui prendrait source dans « les situations et les technologies uniques de l'univers Star Wars ». Le jeu est programmé par Rex Bradford et est inspiré par une scène de Star Wars, épisode IV : Un nouvel espoir dans laquelle Luke Skywalker manie son sabre laser face à une sphère d'entrainement alors qu'il voyage dans le Faucon Millenium. Comme annoncé, le jeu est sorti sur Atari 2600 en janvier 1983.

## Accueil
Star Wars: Jedi Arena a reçu des critiques moyennes de la part de la presse spécialisée de l'époque. Adam Thompson de Creative Computing Video & Arcade Games a apprécié le système de dégâts du bouclier faisant penser au casse-briques Breakout ainsi que les tirs multicolores et les effets sonores qui, pour lui, ajoutaient au réalisme du jeu. Pour Peter Brown de GameSpot néanmoins, les critiques principales que l'on peut faire à Jedi Arena sont que les Jedi restent statiques et que le combat est trop abstrait, à l'opposé de ce que les fans attendaient.
Les critiques plus récentes du jeu, en revanche, sont extrêmement négatives. Ian Dransfield de Digital Spy le classe parmi les cinq plus mauvais jeux Star Wars jamais produits, pointant qu'il n'a pas bien vieilli. Lewis Packwood de Kotaku le positionne avant-dernier de son classement des jeux Star Wars moquant la scène choisie comme prétexte au jeu comme étant celle où Luke Skywalker se défend contre un « ballon de plage flottant dans les airs ». Dans l'ouvrage Classic Home Video Games, 1972–1984: A Complete Reference Guide, Brett Weiss critique la maniabilité du titre, son concept « malavisé » (les Jedi ne se battent jamais entre eux en duel) et un gameplay qui s'appuie trop sur la chance. Plusieurs autres sources décrivent Jedi Arena comme lamentable (1UP.com, Retro Gamer) ou comme l'un des pires jeux adaptés de Star Wars (Game Informer, le Daily Star, IGN).
Matt Dorville de Blastr positionne pour sa part le jeu 31ème sur 50 dans sa liste classant les titres tirés de Star Wars, estimant que Jedi Arena n'était pas si mauvais à l'époque de sa sortie et que son gameplay est amusant. Dans le Livre Guinness des records 2017 : Édition Gamer, Jedi Arena est crédité comme le premier jeu Star Wars mettant en scène les sabres laser.

## Note
Un autre jeu vidéo nommé Star Wars: Jedi Arena est sorti sur téléphone mobile en décembre 2005. Il s'agit d'un jeu de combat.